# B.I.T.C.H.
B.I.T.C.H. è un singolo della rapper statunitense Megan Thee Stallion, pubblicato il 24 gennaio 2020 come primo estratto dal terzo EP Suga.

## Descrizione
È composto in chiave Si minore ed ha un tempo di 174 battiti per minuto. La canzone contiene un campionamento di Ratha Be Ya Nigga di Tupac Shakur del 1996.

## Promozione
Thee Stallion ha presentato B.I.T.C.H. dal vivo per la prima volta il 13 febbraio 2020 al Tonight Show di Jimmy Fallon.

## Video musicale
Il video musicale, diretto da Eif Rivera, è stato reso disponibile il 5 marzo 2020.

## Tracce
Testi di Douglass Rasheed, Gary Cooper, George Clinton Jr, Martin Rafael McCurtis, Megan Pete, Tupac Shakur e William Earl Collins.
1. B.I.T.C.H. – 3:03

## Classifiche
| Classifica (2020) | Posizione massima |
| ----------------- | ----------------- |
| Stati Uniti       | 31                |